# رزالی برتل
رزالی برتل (انگلیسی: Rosalie Bertell; ۴ آوریل ۱۹۲۹ – ۱۴ ژوئن ۲۰۱۲) پزشک بیماری‌های همه‌گیر، دانشمند، نویسنده، فعال محیط زیست، و راهبه بود. یک شهروند دوگانه از کانادا و ایالات متحده آمریکا از سال ۱۹۷۰ در بهداشت محیط کار کرده‌است.
وی همچنین برندهٔ جوایزی همچون جایزه زیست صحیح شده‌است.

## زندگی‌نامه
روزالی برتل در بوفالو، نیویورک به دنیا آمد؛ و مادرش هلن توهی کانادایی، پدرش شهروند ایالات متحده آمریکا بود. در سال ۱۹۶۶، در رشته زیست‌سنجشی از دانشگاه کاتولیک آمریکاپی‌اچ‌دی گرفت. از ۱۹۶۹ تا ۱۹۷۸، برتل یک دانشمند ارشد تحقیقات سرطان در مؤسسه سرطان رزول پارک بود. او همچنین مشاور ساماندهی هسته‌ای، آژانس حفاظت محیط زیست ایالات متحده آمریکا و وزارت بهداشت کانادا بود. او در سال ۱۹۸۳ مدال «هانس آلبرت شوایگارت» را از اتحادیه جهانی حفاظت از حیات دریافت کرد. او از ۱۹۸۷ تا ۲۰۰۴ رئیس مؤسسه بین‌المللی نگرانی برای بهداشت عمومی بود. او چرنوبیل را در سال ۱۹۹۶ تأسیس کرد.برتل یک هماهنگ‌کننده برای کمیسیون بین‌المللی پزشکی در بوپال بود و برای «هماهنگی مراقبت‌های بهداشتی، تحقیق و بازپروری» برای قربانیان فاجعه بوپال مبارزه می‌کرد.